# Jolien Verschueren
Jolien Verschueren (Kortrijk, 7 mei 1990 - Kruisem, 2 juli 2021) was een Belgische veldrijdster.

## Biografie
Verschueren combineerde haar carrière als profwielrenster met een job als kleuterleidster.
In het seizoen 2015/16 behaalde ze zilver op het Europees kampioenschap. Ze behaalde nog diverse overwinning die winter, en eindigde tweede in de eindstand van de DVV Trofee en derde in de eindstand van de Superprestige.
In april 2018 onderging ze een hersenoperatie ingevolge een kwaadaardig gezwel, waarna een aanvullende behandeling volgde. Einde 2019 croste ze opnieuw.
In het voorjaar van 2020 werd haar contract bij wielerploeg Pauwels Sauzen-Bingoal niet verlengd. Met een aantal mensen richtte ze toen haar eigen team Tauris Team op, om haar carrière verder te zetten. Ze reed nog enkele wedstrijden in de crosswinter 2020/21, maar doordat de ziekte terugkeerde, kwam ze niet meer zo veel in actie.
Ze overleed op 2 juli 2021. Twee dagen later droeg Marianne Vos haar overwinning in een etappe van de Ronde van Italië aan haar op.

## Palmares

### Veldrijden
| Seizoen   | Wereldbeker | Superprestige | Trofee     | WK  | EK  | BK  | Overige                          | Totaal aantal zeges |
| --------- | ----------- | ------------- | ---------- | --- | --- | --- | -------------------------------- | ------------------- |
| 2012-2013 |             |               |            | DNS | DNS | DNS |                                  | 0                   |
| 2013-2014 |             |               |            | DNS | DNS | 5e  |                                  | 0                   |
| 2014-2015 |             |               |            | 23e | 6e  | 8e  |                                  | 0                   |
| 2015-2016 |             |               | Oudenaarde | 19e | ↑   | 5e  | Overijse, Mol, Otegem, Zonnebeke | 5                   |
| 2016-2017 |             |               | Oudenaarde | 26e | 4e  | ↑   | Kruibeke, Boom                   | 3                   |
| 2017-2018 |             |               |            | 17e | 19e | 10e |                                  | 0                   |

| Seizoen   | Aantal zeges     | Regenboogtrui | Europeese kampioenstrui | Belgische kampioenstrui | WB  | SP    | DVV    | UCI  |
| --------- | ---------------- | ------------- | ----------------------- | ----------------------- | --- | ----- | ------ | ---- |
| 2012-2013 | 0 overwinningen  | NVT           | NVT                     | NVT                     | NVT | NVT   | NVT    | 208e |
| 2013-2014 | 0 overwinningen  | NVT           | NVT                     | 5e                      | NVT | NVT   | NVT    | 39e  |
| 2014-2015 | 0 overwinningen  | 23e           | 6e                      | 8e                      | NVT | NVT   | NVT    | 16e  |
| 2015-2016 | 7 overwinningen  | 19e           | Zilver                  | 5e                      | NVT | Brons | Zilver | 12e  |
| 2016-2017 | 3 overwinningen  | 26e           | 4e                      | 4e                      | 26e |       | 7e     |      |
| Totaal    | 10 overwinningen | 0             | 0                       | 0                       | 0   | 0     | 0      | 0    |